# Simulium torautense
Simulium torautense är en tvåvingeart som beskrevs av Takaoka och Roberts 1988. Simulium torautense ingår i släktet Simulium och familjen knott. Inga underarter finns listade i Catalogue of Life.